# Gerald Aukes
Gerald Aukes (Grouw, 1966) is een voormalig Nederlands korfballer en huidig korfbalcoach. Hij speelde bij 2 teams en is sinds 1995 korfbalcoach. Hij was coach bij Korfbal League clubs zoals DOS'46, LDODK, DVO en Koog Zaandijk en AKC Blauw-Wit. Van 2022 t/m 2024 was hij hoofdcoach bij LDODK.

## Speler
Als speler speelde Aukes bij KV Marfûgels en DOS'46.

## Coach

### DOS'46
In 1995 startte Aukes zijn coachingscarrière. Dat deed hij het tweede team van DOS'46 uit Nijeveen. Met dat team werd hij veldkampioen. Twee jaar later, in 1997 werd Aukes coach van het eerste team van DOS'46. In 2000 speelde hij de Nederlandse veldfinale met DOS'46, tegen KV Die Haghe. Helaas ging deze verloren.
Tot 2000 was Aukes de hoofdcoach van deze ploeg.

### Blauw Wit (Heerenveen)
In 2001 werd Aukes coach van het naburige Blauw Wit (Heerenveen) uit Heerenveen. Met de ploeg promoveerde hij naar de hoofdklasse in de zaal, waar helaas na 1 seizoen alweer werd gedegradeerd. Tot 2005 was Aukes hier coach.

### LDODK
Van 2006 tot 2012 was Aukes de coach van LDODK, dat een ploeg in opmars was. Hij leidde de club in 2012, zijn laatste jaar naar de Korfbal League, het hoogst haalbare toneel van korfbal.

### Koog Zaandijk
Van 2012 t/m 2014 was Aukes de coach van Koog Zaandijk. In zijn eerste seizoen won hij met de club de Europacup. KZ was het seizoen ervoor nog zaalkampioen geworden en mocht daardoor meedoen om de Europacup in 2013. In 2014 werd KZ de landskampioen op het veld.

### Na Koog Zaandijk
In 2014 werd Aukes coach bij DVO uit Bennekom. Samen met oud topspeler Michiel Gerritsen nam hij deze ploeg op zich, die maar al te graag niet in de middenmoot van de Korfbal League wilde blijven hangen. Het lukt Aukes niet om van DVO een play-off kandidaat te maken en in januari 2017 werd Aukes dan ook vroegtijdig ontslagen vanwege tegenvallende resultaten.
In 2017 werd hij de nieuwe coach van DOS'46, de club waar hij zelf eerder speler van was en waar hij het Tweede Team in 1995 nog het veldkampioenschap mee behaalde. Hij vertrok echter na 1 seizoen omdat er een gebrek was aan een klik tussen hem en de spelersgroep.

### Blauw Wit (Amsterdam)
Voor seizoen 2019-2020 werd Aukes aangesteld als nieuwe coach van het Amsterdamse AKC Blauw-Wit. Samen co-coach Mark van der Laan wist hij Blauw-Wit in de Korfbal League veilig te spelen en degradatie te voorkomen. In de veldcompetitie deed de ploeg het beter en stond het op een play-off plaats. Echter werd de competitie niet uitgespeeld vanwege COVID-19.
In zijn tweede seizoen bij de club, 2020-2021 begon de competitie iets later dan normaal, vanwege COVID-19. In februari 2021 maakte Aukes echter bekend dat dit zijn laatste seizoen bij Blauw-Wit zou zijn. Na de reguliere competitie stond Blauw-Wit 3e in Poule A, waardoor het zich plaatste voor de play-offs.
Dit seizoen werd het laatste van Aukes bij Blauw-Wit. Zijn co-coach Van der Laan bleef aan, maar zou per 2021-2022 worden bijgestaan door Erik van Brenk.

### LDODK (tweede termijn)
In seizoen 2021-2022 brak LDODK eind december met hoofdcoach Dico Dik. De club, die nog volop kans maakte op de kampioenspoule, ging op zoek naar een coach voor de rest van het seizoen. De clubleiding kwam uit bij Aukes, die het seizoen ad interim af zou maken.
Toen Aukes aantrad verzamelde de ploeg 10 punten uit 10 wedstrijden en plaatste zich voor de tweede competitiefase voor de kampioenspoule. Hierin deed LDODK tot aan de laatste speelronde mee voor het 4e (en tevens laatste) ticket voor de play-offs, maar het was niet voldoende. LDODK was net tekort en miste zodoende de play-offs. Wel tekende Aukes bij voor het volgende seizoen.
In seizoen 2022-2023 had LDODK een wisselvallig seizoen. Zo had de ploeg zich voorafgaand aan het seizoen versterkt met international Harjan Visscher, maar kreeg de ploeg al in de 2e speelronde te maken met een zware blessure van Erwin Zwart.
De ploeg stond uiteindelijk na de reguliere competitie met 22 punten op de vierde plek, waardoor het zich nipt plaatste voor de play-offs. LDODK moest in de play-offs aantreden tegen het als nummer 1 geplaatste PKC. In de best-of-3 serie verloor LDODK in 2 wedstrijden, waardoor het seizoen in mineur eindigde.
Seizoen 2023-2024 werd voor LDODK een seizoen met twee gezichten. De ploeg was voor aanvang van het seizoen versterkt met international Terrenc Griemink en zo had de ploeg op papier een sterke selectie. Gedurende het zaalseizoen stond de ploeg met regelmaat op de eerste plek. Uiteindelijk haalde LDODK 27 punten uit 18 duels en op basis van onderling resultaat eindigde de ploeg 2e van de competitie. Hierdoor plaatste LDODK zich voor het tweede jaar op rij de play-offs. Tegenstander in de play-off serie was DVO. LDODK had thuisvoordeel in de play-off serie, maar dat bleek geen positief effect te hebben; LDODK verloor twee wedstrijden op rij en was zodoende uitgeschakeld in de race voor de zaalfinale. Het was voor Aukes zijn laatste zaalseizoen bij LDODK. Hij werd bij LDODK vervangen door Jan Niebeek.

### Mid-Fryslân
Voor seizoen 2025-2026 werd Aukes de nieuwe hoofdcoach bij Mid-Fryslân, een club waar hij als speler (voor de fusie) nog had gespeeld (bij KV Marfûgels).

## Erelijst coach
- Europacup (zaal) kampioen, 1x (2014)
- Landskampioen veld, 1x (2014)